# Anna Schober (Autorin)
Anna Schober, geb. Gäbler, (* 17. April 1847; † 10. Januar 1929) war eine deutsche Schriftstellerin, die vor allem Erzählungen für junge Mädchen schrieb.
Sie war eine Tochter des Juristen Ernst Wilhelm Johannes Gäbler.
Anna Schober war verheiratet mit Pfarrer Karl Wilhelm Emil August Schober (1840–1901).
Sie lebten seit 1879 in Groß Neuendorf nahe Frankfurt (Oder).

## Werke (Auswahl)
- Unserm Töchterchen. 14 Erzählungen für Mädchen im Alter von 7 bis 10 Jahren, illustriert R. Tönsmann, Globus, Berlin [ca. 1880], OCLC 66585648
- Magdalene, Gahl, Berlin [ca. 1880], OCLC 257412845.
- Aus dem Mädchenleben. Ißleib, Berlin 1888, OCLC 253373073.
- Susanne, Berlin 1891
- Hanna. Erzählung für erwachsene Mädchen. Globus, Berlin [Mit Bild nach einem Original von Paul Heydel], OCLC 253373686
- Trübe und frohe Stunden. Bilder aus der Märchenwelt, Berlin [ca. 1910]
- Gretel, das Gemeindekind. Eine Dorfgeschichte aus dem Harz, Berlin [ca. 1920]
- Magdalena, Rekord, Breslau 1920, DNB 362643474 (= Die neuen Record-3-Mark-Bücher, Band 4).
- Der verlorene Sohn, Ein Küstenroman. Weber, Heilbron 1922, DNB 362643490 (= Bunte Sammlung interessanter Erzählungen, Band 104).
- Margarete, Familienroman, Verlagshaus für Volksliteratur und Kunst, Berlin 1923, DNB 362643482 (= Loreley-Romane, Band 73).
- Fräulein Unverstand, Reutlingen 1924
- Käte: eine Backfischgeschichte, illustriert von Wanda Lehre, Meidinger’s Jugendschriften-Verlag, Berlin [ca. 1925], OCLC 700287847.